# چری والی (آرکانزاس)
چری والی (آرکانزاس) (به انگلیسی: Cherry Valley, Arkansas) یک شهر در ایالات متحده آمریکا با جمعیت ۷۰۴ نفر است که در آرکانزاس واقع شده‌است.

## موقعیت جغرافیایی
موقعیت جغرافیایی شهرها و مناطق اطراف به شرح زیر است: